# Chiesa di Santa Giustina (Stella)
La chiesa di Santa Giustina è un luogo di culto cattolico situato nella frazione di Santa Giustina nel comune di Stella, in provincia di Savona. La chiesa è sede della parrocchia omonima facente parte del vicariato di Albisola-Varazze della diocesi di Savona-Noli. La chiesa è ubicata lungo la Strada statale 334 del Sassello, in prossimità del ponte sul Sansobbia.

## Storia

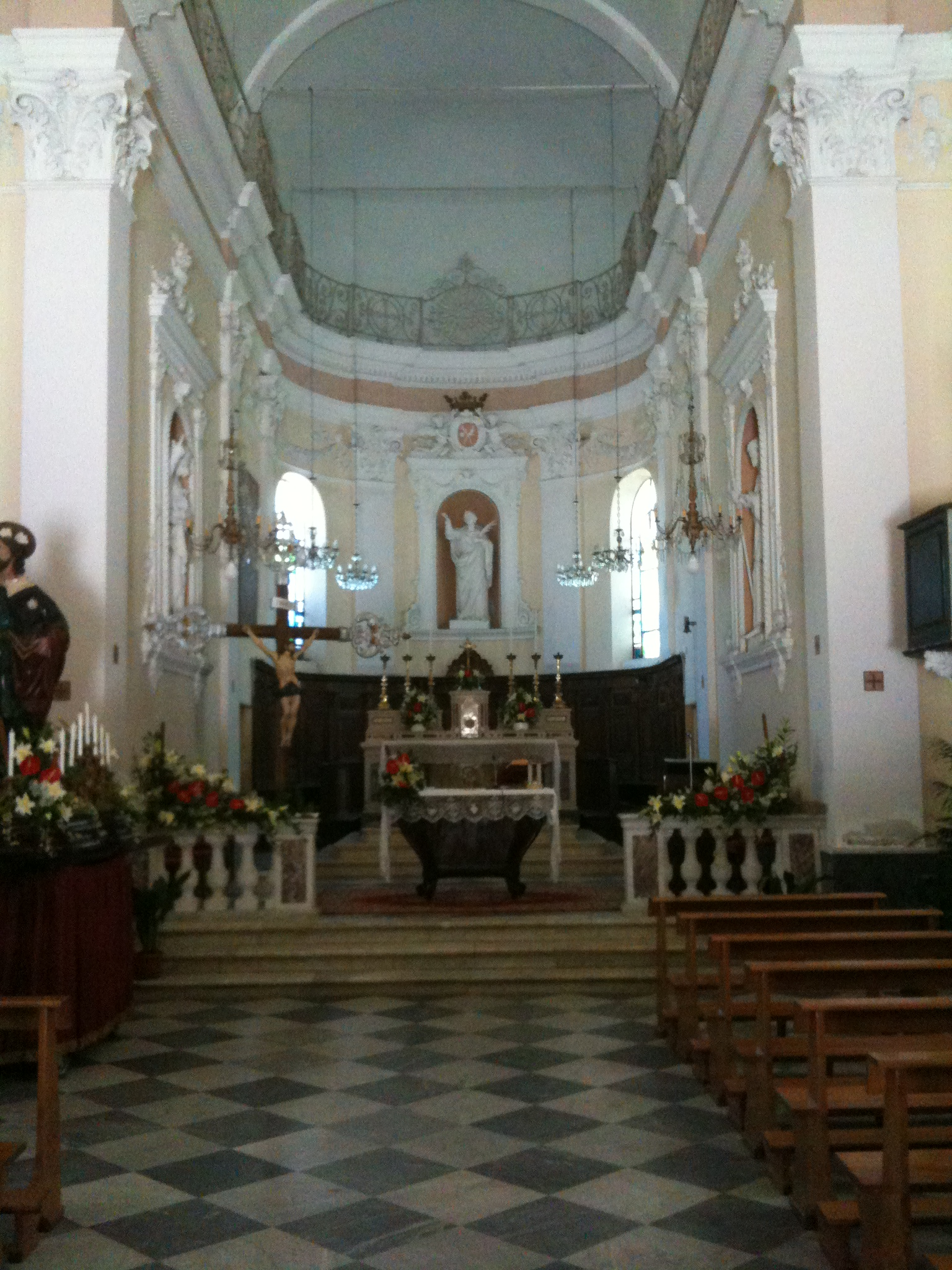
Il presbiterio

Esisteva già un qualche edificio religioso in piena epoca altomedievale. 
Dal Cinquecento in poi si iniziò a preferire il tracciato a fondo valle, con il conseguente sviluppo dell'attuale abitato e l'abbandono della vecchia chiesa con annessa locanda e ostello per i viandanti che ben presto andarono in rovina. Una nuova chiesa fu realizzata nell'attuale centro storico della frazione e dedicata alla Madonna dei Sette Dolori e a san Giacomo. Essa è oggi trasformata in abitazione privata.
Il territorio rimase comunque sempre diviso tra la parrocchia di San Bernardo (riva destra del Sansobbia e di San Giovanni (riva sinistra) fino all'erezione a parrocchia di Santa Giustina nel 1853. È in quegli anni che si costruisce l'attuale edificio.
Nella memoria storica del paese si ricorda ancora che i boscaioli e i contadini ogni volta che scendevano a valle portavano con sé sui carri alcune pietre destinate alla realizzazione della chiesa. Ancora oggi sono festeggiati con solenne processione sia san Giacomo che santa Giustina.

## Descrizione

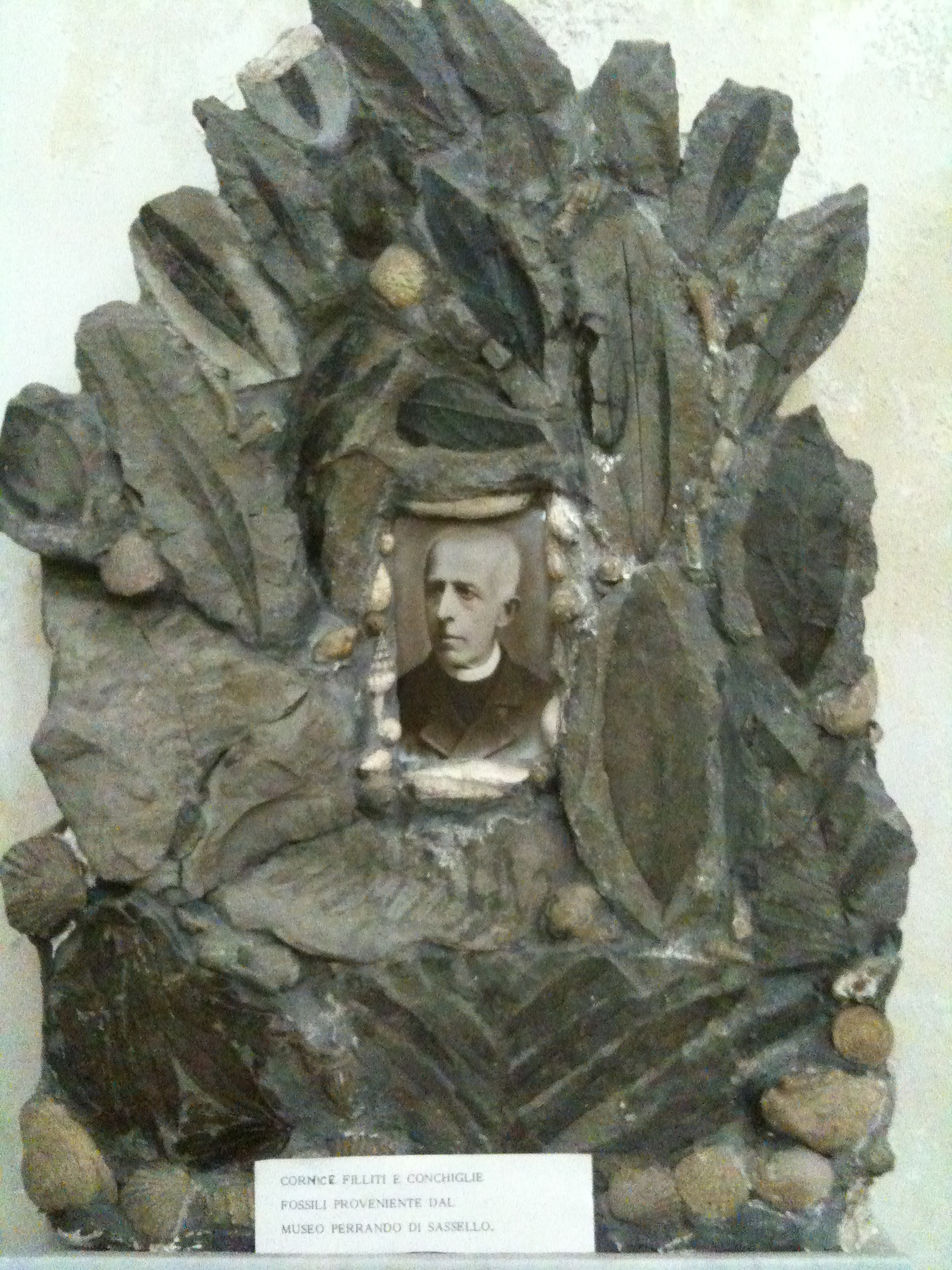
La cornice realizzata con fossili locali

L'edificio è a navata unica, con linee semplici e privo di pitture paretali o affreschi. Un organo a canne, opera di Giovanni Battista Dessiglioli (1901), si trova sopra la balconata che sovrasta l'unico ingresso, in controfacciata. L'altare maggiore ha un profilo semplice così come il coro ligneo.
Sono conservate all'interno due statue lignee ottocentesche di San Giacomo e Santa Giustina e due piccoli crocifissi processionali. Da notare alcune ceramiche dell'artista contemporaneo Tony Salem e una tela cinquecentesca di Luca Cambiaso.
Da vedere inoltre il curioso ritratto con cornice di reperti fossili (prima cappella a sinistra) di Don Deogratias Perrando (1817-1889). Naturalista autodidatta fu parroco di Santa Giustina per molti anni. Si occupò di geologia e paleontologia raccogliendo molti fossili nella zona, oggi conservati al museo di storia naturale Giacomo Doria di Genova e nel Museo Perrando di Sassello.